# بيت اليحمدي
 بيت اليحمــــدي  يقع في ولاية ابراء بسلطنة عمان. 
يقع الحصن في ولاية ابراء بمحافظة شمال الشرقية وقد قام ببنائه مساكرة منطقة اليحمدي   أُتخذ كحصن منيع للحماية وللأغراض الحربية والبيت مزود بفتحات لإطلاق النار على العدو في كل الاتجاهات وبه عدة أبواب ويحتوي الباب الرئيسي على فتحة لصب الزيت على الأعداء في أعلاه ويمر فلج العفرية من داخل الحصن , يقع الحصن على ارض منبسطة بجانب البساتين والنخيل.